# 六角義治
六角 義治（ろっかく よしはる）もしくは佐々木義治は、戦国時代から江戸時代初期にかけての武将。南近江の戦国大名。六角氏16代当主。

## 生涯

### 家督相続
天文14年（1545年）、六角義賢の嫡男として誕生。母は能登国の戦国大名・畠山義総の娘であるが、父・義賢は当初は正室に義総の娘を迎えていたが早世したため、継室にその妹を迎えていた。義治はその妹を生母とする。ちなみに母親は天文16年（1547年）に早世している。義治は元服するが、その初名は義弼である。「義」の字は室町幕府13代将軍・足利義輝より受けたものである。
弘治3年（1557年）、父・義賢が隠居して承禎と号すると、家督を継承して当主となった。だが実権は依然として承禎が握っており、永禄3年（1560年）に離反した浅井氏に対抗するため、美濃斎藤氏との縁組を進めようとするが、父の怒りを買って重臣（「年寄衆」もしくは「宿老衆」と称された平井定武・蒲生定秀・後藤賢豊・布施公雄・狛定の5名）は譴責され、義治本人は飯高山へ一時逼塞している。永禄4年（1561年）に河内国の畠山高政と共闘して三好氏を攻めた際は、父の下で弟・義定と共に京へ出兵している。

### 観音寺騒動
永禄6年（1563年）、六角家中でも特に信望のあった重臣・後藤賢豊親子を観音寺城内で誅殺してしまう。これを契機として六角氏の家中は動揺し、敵対している浅井長政に主替えする者まで現れ始めた。この騒動で義治は一時、承禎と共に反発した家臣団に観音寺城を追われたが、重臣の蒲生定秀・賢秀父子らの尽力により観音寺城に戻った。この一連の騒動は、後藤氏の影響力の強さと、大名としての六角氏の権力基盤が揺らいでいたことを象徴するもので、六角氏の絶対権力的戦国大名への移行は頓挫したといえる。『足利季世記』には「佐々木家滅亡の端相」と記された。
なお、近年の新説として承禎と義治の対立に関連して、義治とその側近が承禎の影響力を排除するために承禎の信任が厚かった後藤親子の粛清を図ったのが裏目に出たとする見方もある。この頃、義弼は名を義治に改めている。
永禄8年（1565年）、京で三好三人衆などが将軍・足利義輝を殺害する永禄の変が発生する。義治は義輝の弟・一乗院覚慶（足利義昭）が亡命してくるとそれを匿ったが、三好三人衆が管領職などを条件にして義治を誘ってくると、義治はこれに応じて覚慶と距離を取り始めたため、覚慶は近江から出国した。
永禄10年（1567年）4月28日、主君の権限を抑える分国法である六角氏式目に署名することを余儀なくされる。家督も強制的に弟・義定に譲らされたとされるのが従来の通説であるが、これには異説もある。

### 衰退
永禄11年（1568年）、織田信長が足利義昭を推戴して上洛しようとし、六角父子にもこの軍勢に加わるように言ってきたところ、六角父子はこれを拒否した。
これにより、信長は上洛戦を敢行するため六角領に攻め込んできたが、六角父子は三好三人衆の岩成友通らの援助を受けて徹底抗戦を図った。しかし、激戦の末に観音寺城の向かいにある箕作城が落城するや、六角父子は観音寺城を放棄した（観音寺城の戦い）。
承禎は甲賀郡の石部城に、義治は愛知郡の鯰江城にそれぞれ立て籠もると、その後は浅井長政・朝倉義景と連携して信長を苦しめた。信長の要請による朝廷の介入により、信長と六角・浅井・朝倉は和議を結ぶが、体勢を立て直した信長は和議を一方的に破棄し、天正元年（1573年）に朝倉、次いで浅井を滅ぼすに至ると、ついに義治は信長と和睦して鯰江城から退城した。
その後も石部城を拠点に、足利義昭による新たな信長包囲網の構築を御膳立てするなどして信長との戦いを続けた承禎であったが、天正2年（1574年）4月に石部城が落とされると信楽に落ち延びた。
なお、義治はこの頃「佐々木」または「佐々木次郎」を名乗っていたという。
一方で「佐々木義堯」と名乗る人物が京都を追放された足利義昭の下で毛利輝元やその家臣との外交交渉を行っていることが判明している。義治と義堯の関係性については同一人物説と別人説があるが、両者の花押がほぼ一致することから別人とは考えにくく、義堯と改名した義治が西国に追われた義昭と合流し、その京都帰還まで行動を共にしたと推測がされている。

### 晩年
信長の死後、豊臣氏の時代が訪れると、関白・豊臣秀次主催の犬追物に弓馬指南役として出席しているのが確認される。豊臣秀吉の御伽衆として足利義昭・斯波義銀らと共に仕えたとされ、秀吉の死後は豊臣秀頼の弓矢の師範を務めた。出家していたらしい。
慶長17年（1612年）10月22日に加茂にて死去。享年68。位牌は父・承禎（義賢）と共に、京都府京田辺市の一休寺にある。

## 偏諱を受けた人物
- 三井治秀（三井新五郎）[6]